# 紐奧良大學

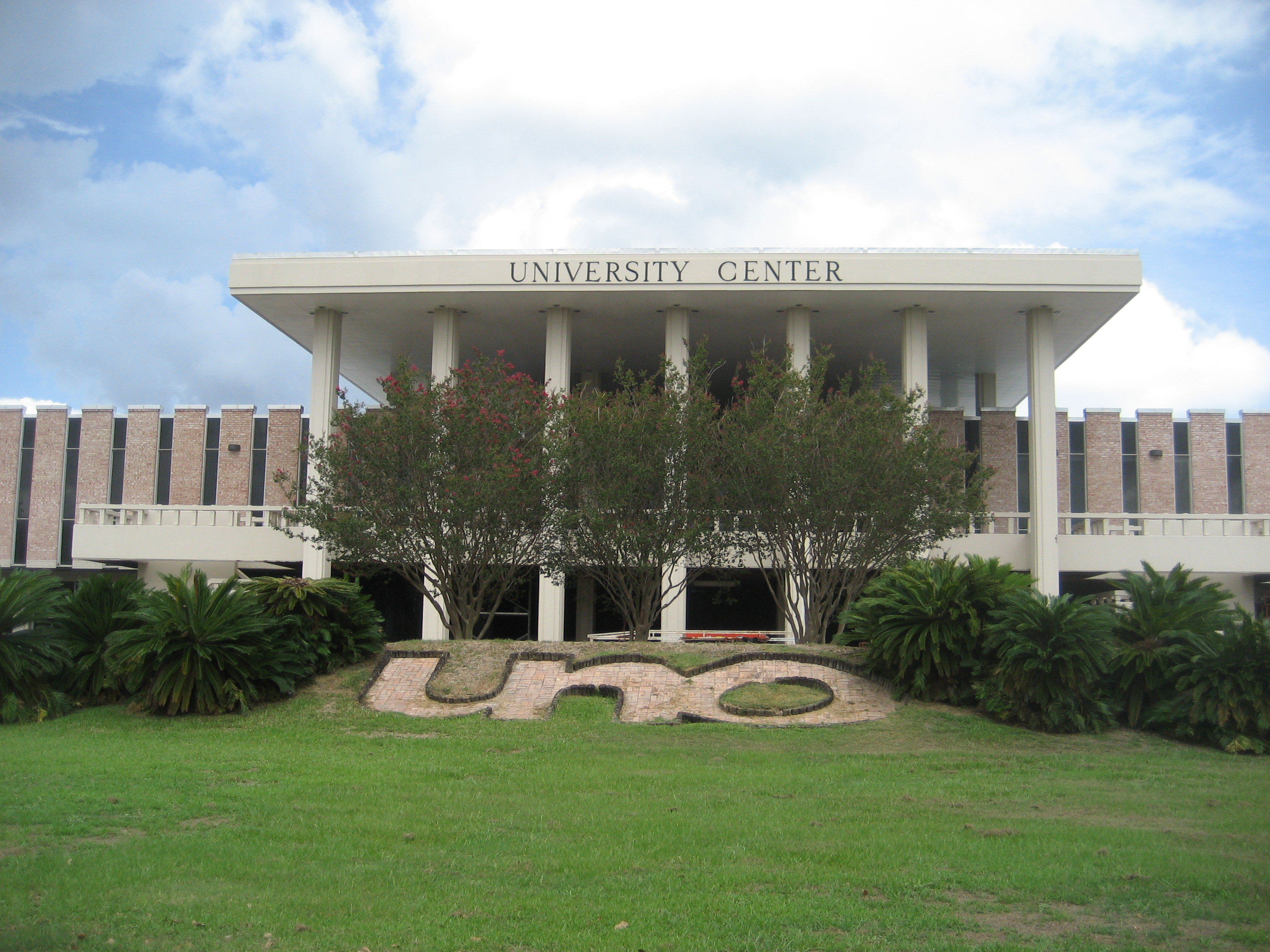
大學中心

新奥尔良大学（University of New Orleans，缩写：UNO），是一所位于美国路易斯安那州新奥尔良的公立大学，1956年由州议员西奥多·哈克尼（Theodore M. Hickey）提出相关法案而创立，当时纽奥良是美国最大的没有公立大学的都会。 大学在1958年开课，2011年加入路易斯安那大学系统。

## 历史
1956年，新奥尔良州参议员西奥多·M·希基（Theodore M. Hickey）起草了创立新奥尔良大学的法案。当时，尽管新奥尔良有几所私立大学，如图兰大学（最初是一所国立大学，后在1884年私有化）、洛约拉大学和迪拉德大学，但它是美国最大的都市地区之一，却没有公立大学。该机构是路易斯安那州立大学的一个分校，因此最初被命名为路易斯安那州立大学新奥尔良分校（LSUNO）。2014年晚些时候，Hickey的名字被用于命名UNO大学舞厅，这是他去世20多年后的事情。
当美国海军转移新奥尔良海军航空站时，该大学建在新奥尔良湖滨地区。奥尔良堤坝委员会将关闭的基地租给路易斯安那州立大学监事会。整修速度比预期更快。LSUNO提前两年于1958年开班。它是南方第一所种族融合的公立大学。在头五年里，它被认为是巴吞鲁日主校区的一个外场系，因此它的首席行政官最初被称为主任（1958-1961年），然后是负责的副总裁（1961-1962年）。1962年，建立了路易斯安那州高等教育系统，LSUNO成为该系统中的一个独立校区。为了表示它现在是与LSU平起平坐的机构，其首席执行官的职称从“负责的副总裁”改为“校长”。经过十年的发展，路易斯安那州监事会批准更名为现在的新奥尔良大学。近50年后的2011年，新奥尔良大学从路易斯安那州立大学转入路易斯安那大学系统，并将其首席执行官的职称改为“校长”。

### 卡特里娜飓风
在2005年8月29日，大学因卡特里娜飓风遭受了损害。主校区位于相对较高的地势，损害主要是由风、雨水和风暴期间的人类活动造成的。大学被国民警卫队用作疏散点和集结区。伦敦大道运河上的一处堤坝决口位于主校区以南几个街区，导致Bienville Hall宿舍楼的一楼、Lafitte Village夫妻公寓和工程楼被淹。
新奥尔良大学是在新奥尔良遭受飓风卡特里娜影响后，第一所通过虚拟方式在2005年10月恢复在线课程的大型受损大学。大学能够在卫星校区提供秋季学期课程，主校区在2005年12月重新开放。
飓风卡特里娜导致所有新奥尔良的大学入学人数下降，但新奥尔良大学受到了特别严重的打击。这反映了卡特里娜飓风对整个新奥尔良的破坏，因为UNO在教育来自新奥尔良的学生方面扮演了领导者的角色。自飓风过后，学生入学人数稳步增长，逐渐接近卡特里娜飓风前的水平。

### 主要领导
- Homer L. Hitt (dean, 1958–59; VP in charge, 1959–1963, chancellor, 1963–1980)
- Leon J. Richelle (chancellor, 1980–1983)
- Cooper Mackin (chancellor, 1983–1987; acting to 1984)
- Gregory M. St. L. O'Brien (chancellor, 1987–2003)
- Timothy P. Ryan (chancellor, 2003–2010)
- Joe King (acting chancellor, 2010–2012)
- Peter J. Fos (president, 2012–2016)
- John W. Nicklow (president, 2016–2023)
- Kathy Johnson (president, 2023- )

## 学生生活

### 学生组织
新奥尔良大学 有 120 多个注册俱乐部和组织，其中包括 15 个兄弟会和姐妹会。 UNO 学生政府是官方的学生政府协会。 注册组织分为宗教、荣誉、政治、专业、社会、服务、组织或特殊利益类别。

### 媒体
Driftwood 是 UNO 的周报，每周四出版. UNO 还拥有并经营当地广播电台 WWNO。 WWNO 于 1972 年开始传输。

### Greek life
新奥尔良大学的Grrek社区由 16 个组织组成，由三个委员会管理。

## 校园

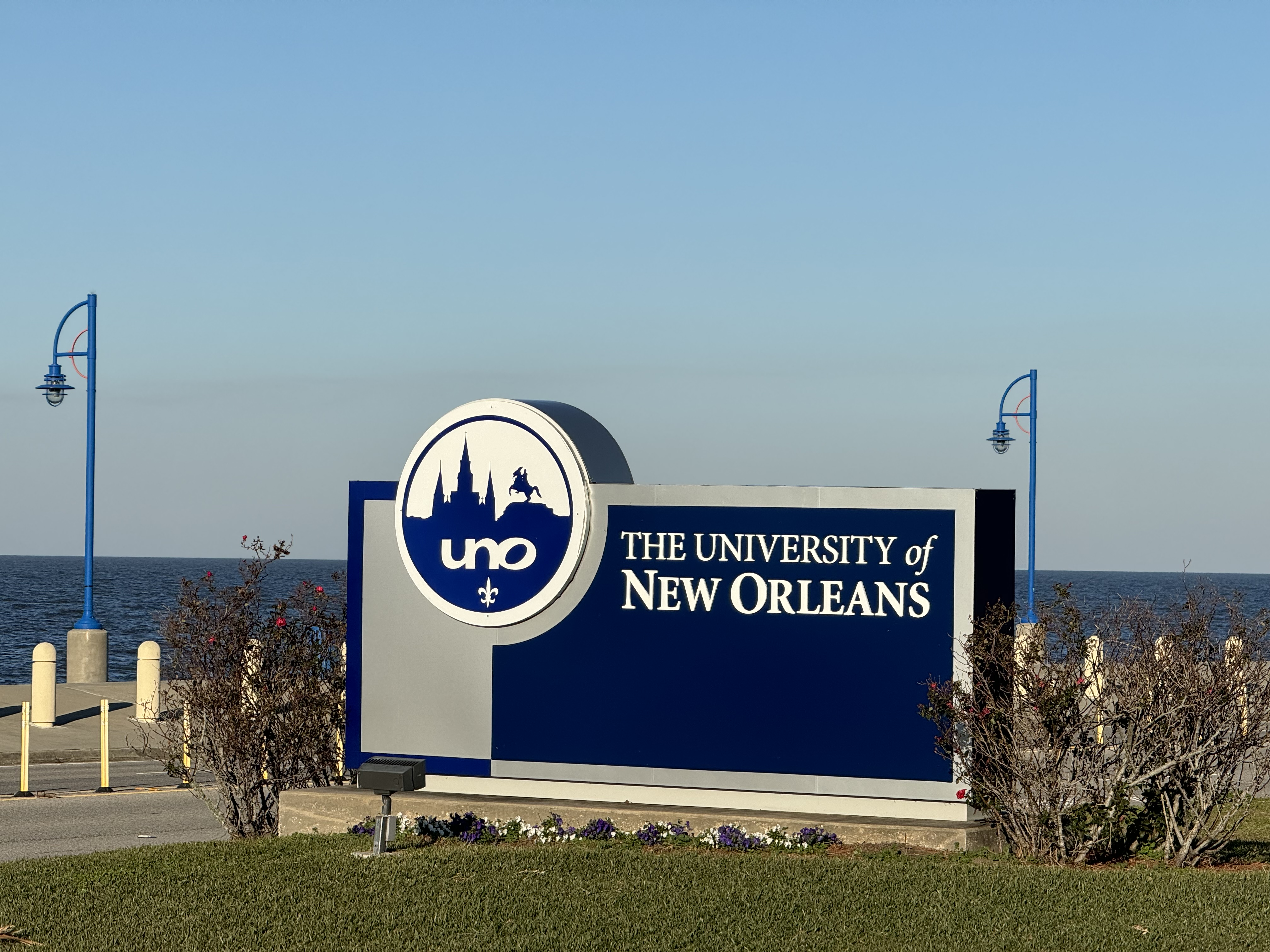
新奥尔良大学靠近庞切特雷恩湖一侧的入口

该大学校园位于新奥尔良大都市区，坐落在Elysian Fields Avenue的尽头、Pontchartrain湖畔以及原NAS New Orleans基地上。UNO研究和科技园（被称为“The Beach”）位于校园旁边，占据了Pontchartrain海滩游乐园的原址。Kiefer UNO Lakefront Arena和Maestri Field at Privateer Park，即UNO的篮球和棒球设施，位于Franklin Avenue和Leon C. Simon Boulevard的拐角处。
UNO的课程最初是设在NAS New Orleans关闭后剩下的建筑物里。为了向校园作为海军基地的历史致敬，最早建于1960年的两个讲堂，即Liberal Arts Building和Science Building，都以船舶的方式编号和布局，其中Liberal Arts拥有外部阳台以便进入教室，而不是内部走廊。Liberal Arts和Science都拥有两个中央庭院。由于主校区的空间有限，UNO的新化学科学附楼的设计类似于蒸汽船，校园上许多新的讲堂建筑也与原来的科学和文科楼类似，但由于缺乏内部庭院，因此没有内部走廊。
多年来，为了容纳更多的学生，校园建造了其他永久性建筑物，包括Milneburg Hall（1969年）、University Center（1969年）、Earl K. Long Library（1970年）、Geology/Psychology Building（1972年）、Engineering Building（1987年）、Life Sciences Complex（第1阶段：计算机中心，第2阶段：生物楼，第3阶段：数学楼；所有楼宇均在1979年至1984年之间完成）、Chemical-Sciences Annex（1997年）和Kirschman Hall（2004年）。
工程学院大楼是校园上最高的建筑，共有九层，是大学海洋工程（NAME）项目（使其成为美国极少数提供此项目的大学之一）和其他工程项目的所在地。一楼是最大的楼层，设有大型车间、实验室、大堂和学习空间，以及NAME项目的牵引槽。通过一楼的凉亭，可以到达Dohse Auditorium所在地。二至九楼都位于一条直线上的一个大型塔楼中，每个楼层的规模都不及一楼。
校园上的两座建筑采用中庭设计，而非走廊。Kirschman Hall是校园上最新的讲堂楼，也是工商管理学院的所在地，中央有一个大中庭，有几个卫星走廊与之相连。它被认为是校园内第二大教学楼（仅次于工程楼）。
此外，大学中心大楼是校园生活的中心之一，中心有一个中庭，一侧是餐饮场所和活动空间，另一侧是带办公室的走廊。
UNO 的 Homer Hitt 校友中心围绕着一个烟囱而建，该烟囱是校园还是海军基地时遗留下来的。烟囱是校园里最古老的建筑。
校园在 Earl K.Long 图书馆和庞恰特雷恩湖之间设有一个大型中央“购物中心”。在校园完工之前，由于原来的建筑建在角落里，所以有很大一部分开阔的绿地，这是路易斯安那州立大学为防止该市在海军航空站周围占用额外土地而采取的举措。图书馆最初有两层，主要是由于前总督 Earl K. Long 家族的资助，增加了第三层和第四层。他们宣布，为防止视线受阻，图书馆之间不得建造任何建筑物。它在现代被称为四边形，设有许多户外座位区，中间有一个 UNO 印章。

### 校园生活中心[16]
新奥尔良大学拥有三座被认为是校园生活中心的建筑：

#### Earl K. Long Library

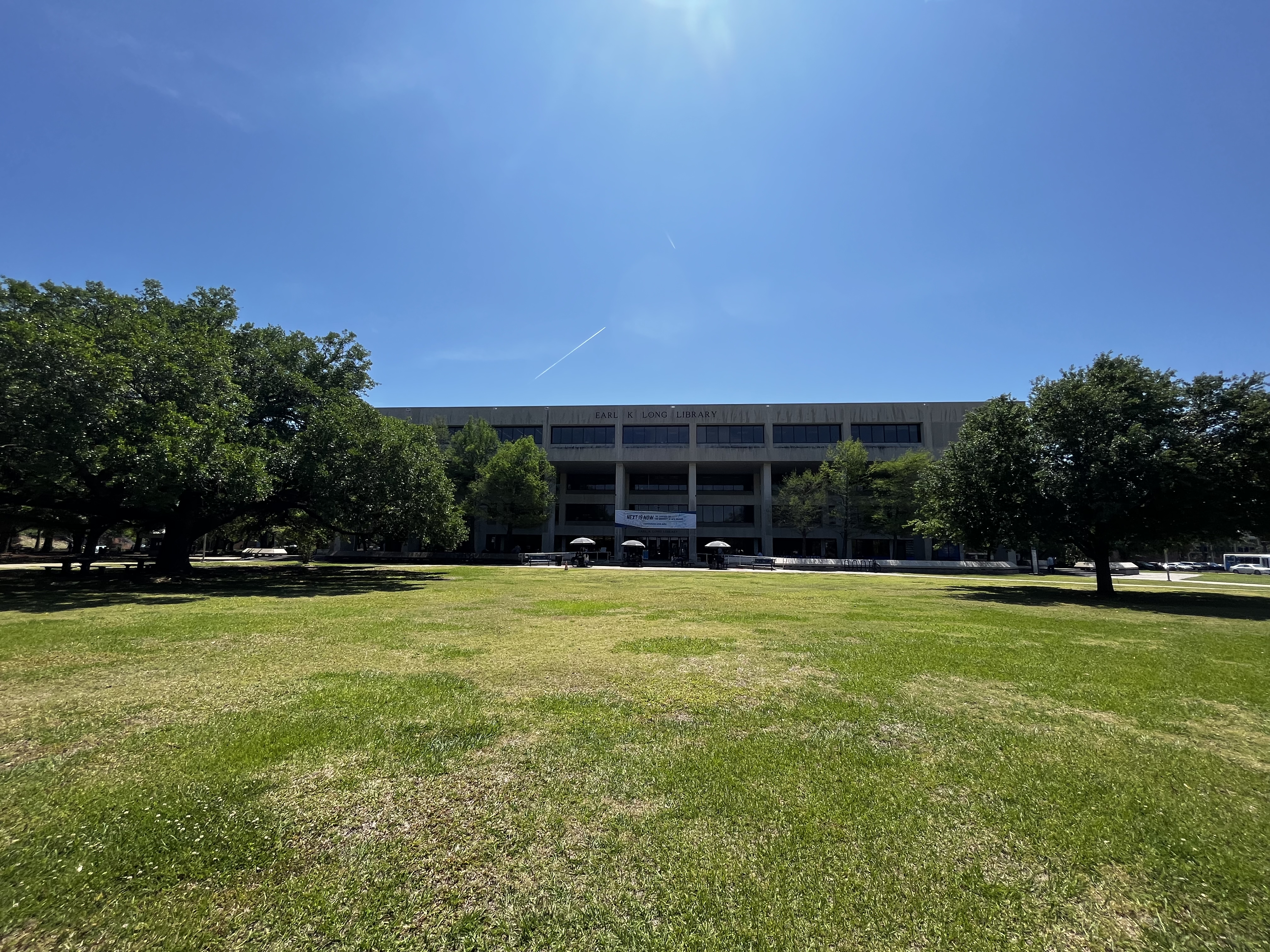
Earl K.Long Library

Earl K. Long 图书馆是 Privateer 注册中心的所在地，该中心是“满足您所有注册需求的一站式商店”。 该位置包括招生办公室、迎新办公室、财务主任办公室、经济援助办公室和学术咨询办公室。 这座大楼不仅有许多注册服务，而且每层楼还有一个由餐饮服务和不同学术资源经营的咖啡厅。 一楼是一个被称为“学习共享区”的大型学习区的所在地，前面是一个大型计算机实验室，后面是一个开放式概念学习区，学生问责制/残疾服务办公室和学习中心 资源中心和小组学习室。 二楼是安静的电脑、额外的小组自习室、期刊、妇女中心和 UNO 出版社的所在地。 三楼设有静默自习室、荣誉课程、创新套房、冥想区以及供教职员工和研究生使用的私人自习室。 四楼是安静的学习区、特殊收藏/档案、阅览室、各种会议室和其他办公室所在的地方。

#### University Center
University Center是“UNO 校园生活的中心”。 该建筑是餐饮服务场所、大宴会厅、船长区游戏室、UNO 书店和各种会议空间的所在地。 位于此处的大学办公室包括咨询服务、职业服务、学生参与和领导、希腊生活、学生政府协会、学生事务、HUB、学生储藏室、学生过渡和 Juan LaFonta 多元化参与中心。 它也是 Oschner 健康诊所和各种休闲空间的所在地。 大楼的大堂设有一个大中庭，旗帜垂下。 这些是学生第一次从另一个国家来到大学时安排的。

#### Administration Building
Administration Building由两部分组成：原来的行政大楼和较新的行政附件，这是后来建造的大楼的补充。 许多大学行政办公室都设在这里，尽管这些办公室通常是行政办公室，学生不经常光顾。 然而，值得注意的是，研究生院的主要办公室位于此处，而不是图书馆。

### 校园住宿

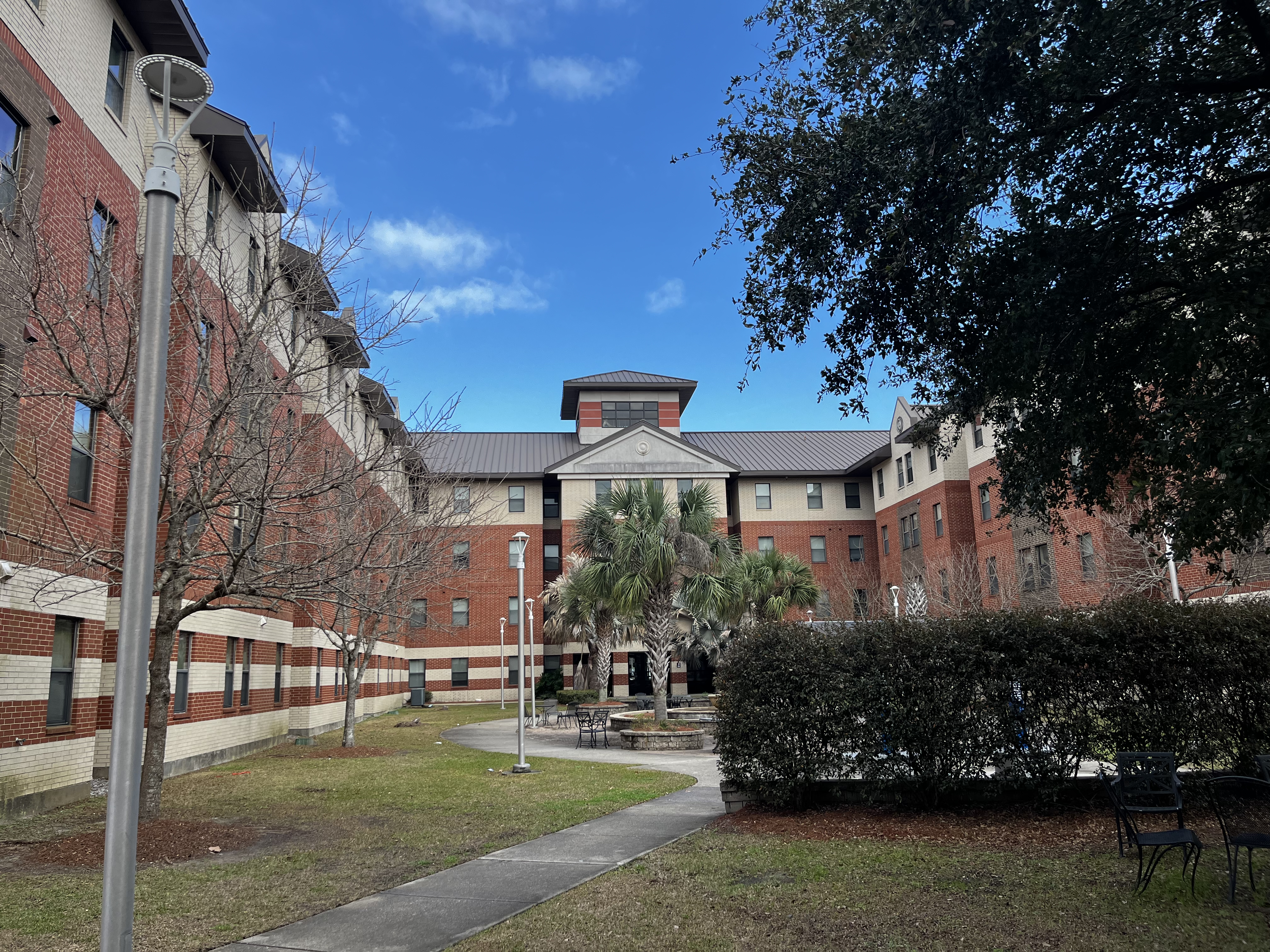
Pontchartrain Hall

该大学的校园为学生提供三种校内住宿选择，所有学生都位于 UNO 的主校区：
- Pontchartrain Halls
- Privateer Place
- Lafitte Village

### 餐饮服务
该大学的餐饮服务目前由 Compass Group 的分支机构 Chartwells Higher Ed 管理。 他们管理校园内的所有餐饮场所，包括大学的自助式自助餐厅，被称为 Galley 美食厅。 零售餐饮地点主要位于Deck（位于校园东侧的大学中心）和Cove（位于校园西侧的建筑物）。 零售特许经营权包括 Subway、Chick Fil A、Privateer Sushi、Jamba Juice、Moe's Southwestern Grill、Fry Shack 和 Brewed Awakening（星巴克咖啡）。 此外，Chartwells 在校园内管理着三个便利的“市场”，分别是 Market NOLA（位于大学中心，供应 PJ's 咖啡）、Market Cove（位于海湾内）和 Market Pontchartrain（位于校园宿舍内）。

## 外部連結
- 官方网站
- University of New Orleans Athletics website （页面存档备份，存于）